# 谢朝平
谢朝平（1955年—），中国作家、记者，四川平昌人。2010年8月19日，因自费出版记录三门峡水电工程移民问题的《大迁徙》，被陕西渭南警方以“涉嫌非法经营”的名义带走拘留。9月17日，被“取保候审”。

## 出版大迁徙
谢朝平从平昌师范学校毕业后当上老师，其后到达县监察局工作，又再调到达州市检察院任检察官。2005年8月从检察院退休，到《检察日报》下属《方圆杂志》当记者。2010年6月，谢朝平辞去记者工作，用了3年的时间采访陕西渭南地区的移民，写成长篇纪实报告文学作品《大迁徙》，以上个世纪50年代三门峡黄河大移民为背景，记录了三门峡遗民的一些历史遗留问题，并于2010年5月由《火花》杂志社北京编辑部自费出版，谢朝平支付5万印务费用，以增刊方式付印1万册。

## 渭南书案
2010年6月谢朝平送给渭南地区移民的一批书被渭南市有关当局以非法出版物为由全部没收，并要求对此书的合法性进行审查。出版部门最终发现《火花》杂志社北京编辑部以增刊方式出书不合程序。按照规定，出版单位无权出版增刊，需要逐级上报审批，但北京编辑部因“没有经验”未走审批程序。
2010年8月19日，陕西渭南的4名警察在3名北京警察的协助下，跨省对谢朝平住所搜查，拿走谢朝平的书稿、笔记本电脑、录音笔和U盘。在谢朝平的要求下，警察列了一个查抄清单，但清单并未留下。 谢朝平家人让警察出示拘传手续，警察最后口头说了句“涉嫌非法经营”将谢朝平带走。承印《大迁徙》的河北省廊坊市白家务印刷厂业务员赵顺被陕西渭南地方警方逮捕。

### 声援
谢朝平被拘捕后，得到中国知识文化界的关注。有超过60名学人、记者、作家，为营救谢朝平，向中共中央书记处发出紧急呼吁书，提出立即无条件放人、惩办责任人等三点强烈要求。签署倡议书的北京自由作家铁流表示，他们已经自费印刷几百套《大迁徙》，将寄给有关部门。铁流说：“我们准备寄给中央九大常委，中央各个部的负责人，首都各报的总编辑和记者，让大家明白真相。三天后就寄出，希望中央追查贪官污吏。 ”
无国界记者呼吁北京当局立即释放谢朝平，国际记者联合会敦促北京中央政府对陕西渭南警方非法拘捕谢朝平一事进行彻底调查，维护公民的合法权力。

### 取保候审
2010年9月17日，陕西渭南市临渭区检察院因“证据不足”，否決逮捕谢朝平，退回渭南警方继续侦查，谢朝平则以“取保候审”获释，但行动和言行要受到一年的限制。

### 引用
1. ↑  “非法经营者”谢朝平 （页面存档备份，存于） 《新世纪》周刊2010年第36期2010年09月06日
2. ↑   陕西警方拘捕纪实文学作家谢朝平
3. ↑  .   [2010-09-13]. （原始内容存档于2011-02-07）.
4. ↑  谢朝平取保候审后首次受访 质疑检方曲解口供 （页面存档备份，存于）来源: 华西都市报(成都)